# Ópera cómica

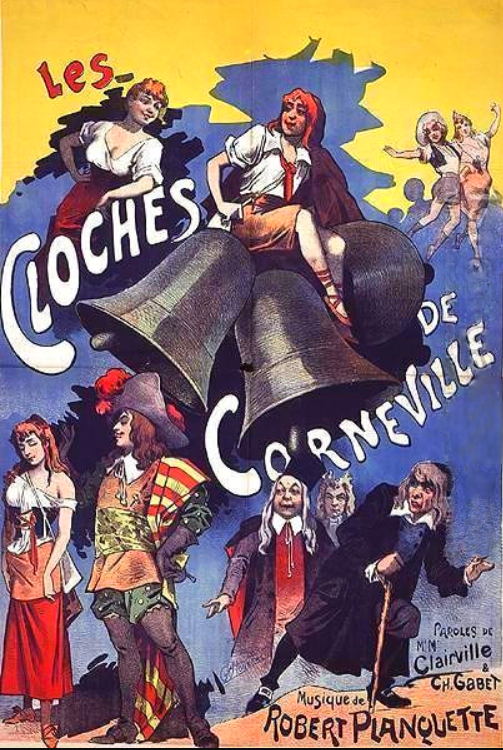
Cartaz para produção original de Les cloches de Corneville

A ópera cômica, às vezes conhecida como ópera leve, é uma obra dramática cantada de natureza leve ou cômica, geralmente com um final feliz e muitas vezes incluindo diálogos falados.
Formas de ópera cômica se desenvolveram pela primeira vez na Itália do final do século 17. Na década de 1730, um novo gênero operático, a ópera bufa, surgiu como uma alternativa à ópera seria. Rapidamente chegou à França, onde se tornou opéra comique, e eventualmente, no século seguinte, opereta francesa, com Jacques Offenbach como seu praticante mais realizado.
A influência das formas italiana e francesa se espalhou para outras partes da Europa. Muitos países desenvolveram seus próprios gêneros de ópera cômica, incorporando os modelos italiano e francês, juntamente com suas próprias tradições musicais. Exemplos incluem singspiel alemão, opereta vienense, zarzuela espanhola, ópera cômica russa, balada inglesa e ópera Savoy, opereta norte-americana e comédia musical.

## Significados
O termo ópera cómica tem vários significados:
- A opéra-comique, género lírico francês surgido no século XVIII;
- O Teatro Nacional da Opéra-Comique, teatro parisiense dedicado ao género da ópera cómica;
- A opera buffa, surgida em Nápoles no século XVIII;
- Na Alemanha, surge um tipo de ópera cómica denominado singspiel;
- Na Inglaterra não recebeu denominação especial, mas foram cultivados géneros semelhantes sob o nome de ballad opera e Savoy Opera por autores como William Shield e Arthur Sullivan;
- Em Espanha, a zarzuela e a tonadilla são géneros que se lhe podem assemelhar;
- Em sentido amplo, a opereta, teatro musical satírico de grande êxito na Europa (especialmente na Áustria-Hungria e França) no século XIX.